# Brain Lord
Brain Lord (ブレインロード?) är ett actionrollspel till SNES. utvecklat av Produce och utgivet av Enix. Spelet släpptes endast officiellt i Japan och Nordamerika.

## Handling
Remeer skall leta efter sin far, som försvann då han var ute på uppdrag för att stoppa drakarna som terroriserade byn. Till sin hjälp har han sina vänner Kashian (prisjägare), Barness (guru), Rein (krigare) och Ferris (häxa).

### Fotnoter
1. ↑  ”Brainlord” (på svenska). Super Power (Solna) (1 1995). januari 1995. Läst 24 april 2014.